# Ла-Пас (департамент Колония)
Ла-Пас (исп. La Paz) — населённый пункт сельского типа в юго-западной части Уругвая, в департаменте Колония.

## География
Ла-Пас расположен на дороге № 52, в 2,5 км к югу от национального шоссе № 1. Населённый пункт находится в 5 км к юго-западу от города Колония-Вальденсе и примерно в 50 км к востоку от административного центра департамента, города Колония-дель-Сакраменто. Абсолютная высота — 25 метров над уровнем моря.

## История
Деревня была основана в 1858 году как колония вальденсов.

## Население
Население по данным на 2011 год составляет 603 человека.
| Год  | Население |
| ---- | --------- |
| 1963 | 535       |
| 1975 | 542       |
| 1985 | 544       |
| 1996 | 644       |
| 2004 | 653       |
| 2011 | 603       |

Источник: Instituto Nacional de Estadística de Uruguay